# Tournoi des Six Nations des moins de 20 ans 2020
Cet article traite de l'épreuve des juniors. Pour la compétition sénior, voir Tournoi des Six Nations 2020. Pour la compétition féminine, voir Tournoi des Six Nations féminin 2020.
Pour un article plus général, voir Tournoi des Six Nations des moins de 20 ans.
Navigation
Tournoi des moins de 20 ans 2019 Tournoi des moins de 20 ans 2021
Le Tournoi des Six Nations des moins de 20 ans 2020 est une compétition annuelle de rugby à XV disputée par six équipes européennes : Angleterre, pays de Galles, Irlande, France, Écosse et Italie.
Alors que plusieurs rencontres doivent tout d'abord être reportées à la suite de pandémie de Covid-19, elles sont finalement annulées ; aucun champion n'est alors désigné pour cette édition du Tournoi.

## Calendriers des matchs
Les heures sont données dans les fuseaux utilisés par les pays participants : WET (UTC) dans les îles Britanniques et CET (UTC+1) en France et en Italie.
Première journée
| Le 31 janvier à 20 h 15 | Irish Independent Park, Cork | Irlande -20        | 38 - 26 | Écosse -20     |
| Le 31 janvier à 20 h 35 | Eirias Stadium, Colwyn Bay   | Pays de Galles -20 | 7 - 17  | Italie -20     |
| Le 1er février à 21 h   | Stade des Alpes, Grenoble    | France -20         | 24 - 29 | Angleterre -20 |

Deuxième journée
| Le 7 février à 20 h 15 | Irish Independent Park, Cork         | Irlande -20 | 36 - 22 | Pays de Galles -20 |
| Le 7 février à 20 h 30 | Myreside Stadium, Édimbourg          | Écosse -20  | 17 - 21 | Angleterre -20     |
| Le 7 février à 21 h    | Stade Maurice-David, Aix-en-Provence | France -20  | 31 - 19 | Italie -20         |

Troisième journée
| Le 21 février à 19 h    | Stade Mirabello, Reggio d'Émilie | Italie -20         | 29 - 30 | Écosse -20  |
| Le 21 février à 20 h 35 | Eirias Stadium, Colwyn Bay       | Pays de Galles -20 | 14 - 11 | France -20  |
| Le 21 février à 20 h 45 | Franklin's Gardens, Northampton  | Angleterre -20     | 21 - 39 | Irlande -20 |

Quatrième journée
| Match annulé        | Irish Independent Park, Cork  | Irlande -20    | -       | Italie -20         |
| Le 6 mars à 20 h 45 | Kingsholm Stadium, Gloucester | Angleterre -20 | 22 - 23 | Pays de Galles -20 |
| Le 6 mars à 21 h    | Netherdale, Galashiels        | Écosse -20     | 22 - 29 | France -20         |

Cinquième journée
| Le 13 mars à 20 h 35 | Eirias Stadium, Colwyn Bay  | Pays de Galles -20 | 17 - 52 | Écosse -20     |
| Match annulé         | Stade Aimé-Giral, Perpignan | France -20         | -       | Irlande -20    |
| Match annulé         | Payanini Center, Vérone     | Italie -20         | -       | Angleterre -20 |

## Classement
| Rang | Nation             | J | V | N | D | Bo | Bd | Pm  | Pe  | Diff | Pts |
| ---- | ------------------ | - | - | - | - | -- | -- | --- | --- | ---- | --- |
| 1    | Irlande -20 (T)    | 3 | 3 | 0 | 0 | 3  | 0  | 113 | 69  | +44  | 15  |
| 2    | Écosse -20         | 5 | 2 | 0 | 3 | 3  | 2  | 147 | 134 | +13  | 13  |
| 3    | France -20         | 4 | 2 | 0 | 2 | 2  | 2  | 95  | 84  | +11  | 12  |
| 4    | Angleterre -20     | 4 | 2 | 0 | 2 | 2  | 1  | 93  | 103 | -10  | 11  |
| 5    | Pays de Galles -20 | 5 | 2 | 0 | 3 | 1  | 0  | 83  | 138 | -55  | 8   |
| 6    | Italie -20         | 3 | 1 | 0 | 2 | 1  | 1  | 65  | 68  | -3   | 6   |

|  | Aucun vainqueur désigné. |
|  | T : tenant du titre.     |

Attribution des points : quatre points sont attribués pour une victoire, deux points pour un match nul, aucun point en cas de défaite, un point si au moins 4 essais marqués, un point en cas de défaite avec moins de 8 points d'écart, trois points en cas de Grand Chelem.
Règles de classement : 1. points marqués ; 2. différence de points de matchs ; 3. nombre d'essais marqués ; 4. titre partagé.